# Stefania neblinae
Espèce
Stefania neblinae est une espèce d'amphibiens de la famille des Hemiphractidae.

## Répartition
Cette espèce est endémique de l'État d'Amazonas au Brésil. Elle se rencontre dans la municipalité de São Gabriel da Cachoeira de 110 à 850 m d'altitude sur le Pico da Neblina.

## Étymologie
Son nom d'espèce lui a été donné en référence au lieu de sa découverte, le Pico da Neblina.

## Publication originale
- Carvalho, MacCulloch, Bonora & Vogt, 2010 : New Species of Stefania (Anura: Cryptobatrachidae) from Northern Amazonas, Brazil. Journal of Herpetology, vol. 44, no 2, p. 229-235.